# رام مادهاو
رام مادهاو یک سیاستمدار هندی است که در جایگاه دبیرکل امنیت ملی هندوستان مشغول به فعالیت است. مادهاو وابسته به بی.جی. پی است. او در گذشته نیز عضو گروه آر.اس. اس بوده و در رابطه با میهن‌پرستی باستانی هندوستان کتابهایی نوشته‌است. از معروفترین کتابهای او «چین و هندوستان پس از ۵۰ سال جنگ» نام دارد که در آن به مقایسه و پیشرفت چین در برابر عقب ماندن هندوستان اشاره می‌کند.

## پیشینهٔ فعالیت سیاسی

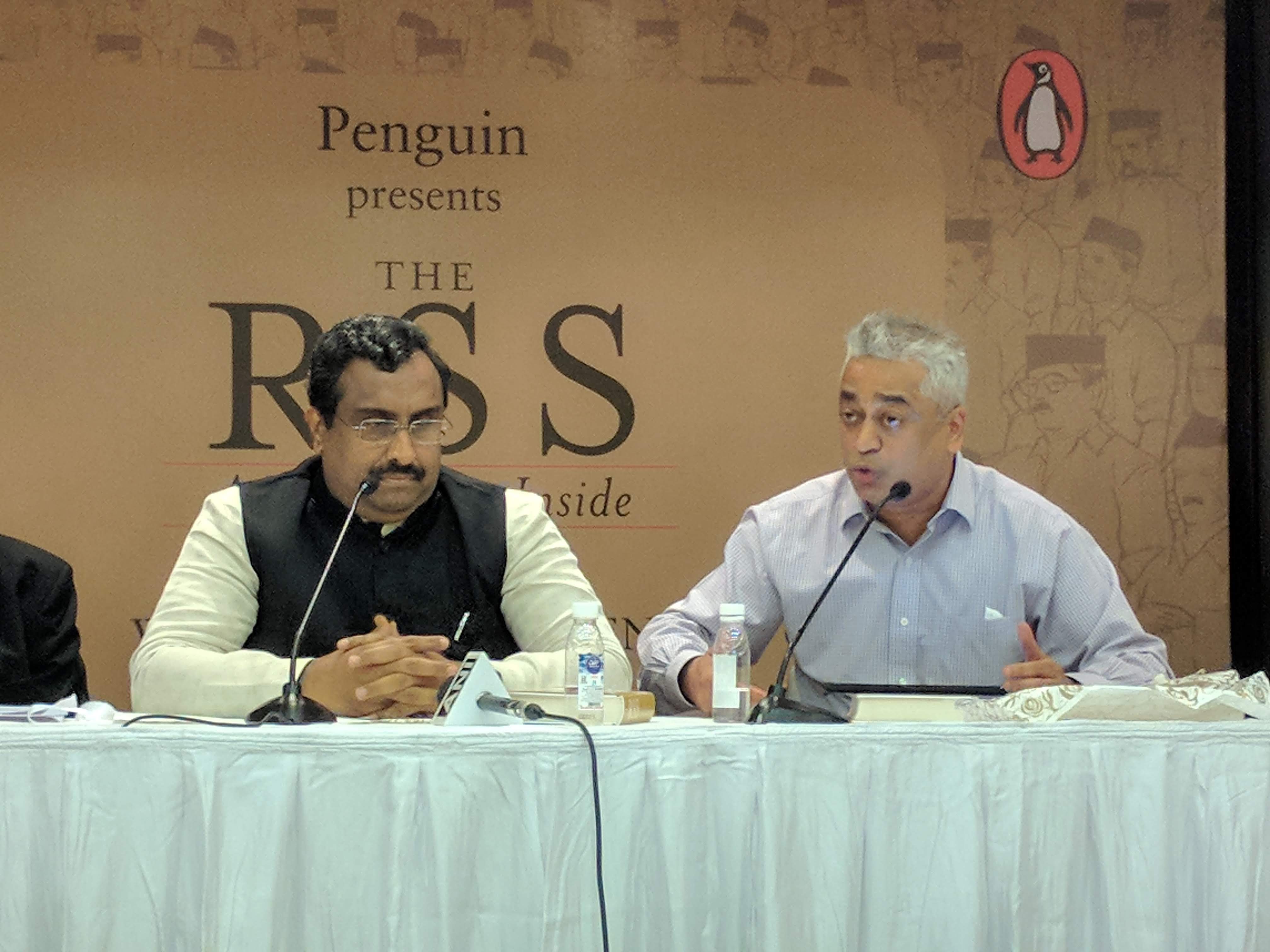
رام مادهاو و راجدیپ ساردسای در میزگردی در مراسم رونمایی از کتاب «آر اس اس» منتشر شده توسط انتشارات پنگوئن

مادهاو در سن نوجوانی داوطلبانه به آر.اس. اس پیوست. در سال ۱۹۸۱ نیز داوطلبانه به کارمند تمام‌وقت این سازمان تبدیل شد و به دلیل میهن‌پرستی شدیدی که داشت، به مقام‌های بالایی در سازمان نیز دست پیدا کرد.
او به مدت ۲۰ سال برای آر.اس. اس کار کرد و تا به امروز بیش از ۱۲ کتاب نوشته‌است. او هم‌اکنون صاحب چند نشریه و مجله میهن‌پرستی در کشور هندوستان است.
او از سال ۲۰۰۳ تا سال ۲۰۱۴ در جایگاه «سخنگوی دولت» فعال بود و پس از آن از سال ۲۰۱۴ تاکنون «دبیرکل امنیت ملی هندوستان» است.

## دیدگاه‌ها
او بر این باور است که هندوستان برای مقابله با طرح راه ابریشم جدید چین باید راهکارهای جدیدی پیدا کند و به کار بگیرد. وی در مصاحبه‌ای که با مهدی حسن روزنامه‌نگار و مجری شبکه الجزیره عربی در رابطه به مسائل کشمیر داشت به او گفت:

ما نگران کشمیر هستیم، شما نگران «داعش خودتان» باشید.
او هرگز از مهدی حسن به دلیل این گفته‌های خود پوزش نخواست و از سوی جامعهٔ خبرنگاری نیز سرزنش شد. مهدی حسن عنوان کرد که از آن روز به بعد، ترول‌های اینترنتی او را به همکاری و حمایت از داعش متهم می‌کنند.